# 那拉提的养蜂女
《那拉提的养蜂女》是由歌手库妮珂创作和演唱，是中國新疆那拉提旅游风景区的宣傳歌曲。該歌曲是对歌曲《可可托海的牧羊人》的呼应。歌词讲述了养蜂女对牧羊人的思念。